# Non credo nei miracoli
Non credo nei miracoli è un singolo della cantante pop rock italiana Laura Bono, pubblicato il 4 marzo 2005 dall'etichetta discografica EMI.
La canzone, scritta da Mario Natale e Laura Bonometti, ha segnato l'esordio discografico della cantante, venendo pubblicata come singolo d'esordio e risultando vincitrice del Festival di Sanremo 2005 nella sezione "Giovani". Secondo il regolamento di quell'anno, la canzone vincitrice della categoria "Giovani" poteva concorrere per la vittoria insieme alle quattro vincitrici delle altre categorie dei big (suddivisi in "Uomini", "Donne", "Gruppi" e "Classics"); si è piazzata così quinta nella classifica finale.
Ha raggiunto la diciannovesima posizione della classifica dei singoli ed è stata inserita nell'album di debutto della cantante, intitolato Laura Bono.
Del brano esiste una versione in lingua spagnola intitolata No creo en los milagros, inserita nella ristampa dell'album di debutto della Bono pubblicata nel 2006.

## Tracce
1. Non credo nei miracoli – 3:34

## Classifiche
| Classifica (2005) | Posizione raggiunta |
| ----------------- | ------------------- |
| Italia            | 19                  |